# Acroporidae
Акропорові (Acroporidae) — родина коралів ряду мадрепорових коралів (Scleractinia).
Представники цієї групи складають основу рифа. Вони заселяють майже усю поверхню дна і зустрічаються як на захищених, так і прибійних ділянках. Деякі види утворюють сланкі колонії з окремими конічними відростками. Більшість же видів сильно розгалужена. Форма гілок різноманітна: деякі схожі на дерево з рідкісними пухнастими гілками, інші — нагадують оленячі роги. Якщо в результаті шторму колонія буде розламана, її уламки можуть дати початок новим колоніальним будівлям. Колір корала цілком обумовлений симбіонтами-зооксантеллами. Зазвичай колонії бурі, брудно-зеленувато-бурі, рідше малинові, кінці гілок часто блакитні, іноді можуть бути і жовтими.

## Розповсюдження
Anacropora, Astreopora і Montipora поширені в Індійському і Тихому океані. Acropora є космополітичним і, зазвичай є домінуючим в Індо-Тихоокеанських рифах. Enigmopora представлено єдиним видом — Enigmopora darveliensis, що знайдений поблизу Малайзії і Філіппін.